# Пиер Абелар
Пиер Абелар или Пиер Абеляр (на френски: Pierre Abélard; на латински: Petrus Abaelardus) е френски средновековен философ, схоластик, богослов, композитор и поет, известен с възгледите си върху проблема на универсалиите и за оригиналния му подход към диалектиката. На широката общественост е познат най-вече с трагичната си любовна връзка с Елоиз.
Представител на средновековното свободомислие, той първи разглежда религиозни теми от позицията на разума и логиката и подхожда към религиозните доктрини с философска дълбочина, което е много смело за времето. Първи употребява думата теология в съвременния ѝ смисъл. Учението му, което критикува установените догми на църквата и призовава към разумно обяснение на вярата, на два пъти е осъдено от католическата църква като еретично. Счита се за основател на концептуализма и предвестник на рационализма.

## Биография
Роден е през 1079 година в селището Ла Пале, Бретан, в дребно благородническо семейство. Баща му Беренгарий е рицар, но Абелар не проявява интерес към рицарството и военното дело, а към знанието. От по-късните му творби личи, че е запознат с Цицерон, Хораций, Ювенал, Лукан, Сенека и Вергилий. По негово време все още не са се появили университети и учениците пътуват от място на място да си търсят преподавател. Абелар учи логика и богословие при известните философи Росцелин (през 1093 г.) (номиналист), Гийом от Шампо (през 1100 г.) и Анселм от Лаон, виден представител на реализма.
В началото на XII век Абелар вече е готов сам да преподава. Основава училища в Мелон и Корбейл, като по този начин започва да конкурира учителя си Гийом от Шампо. Усилията, които полага, увреждат здравето му и през 1105 г. той се оттегля за няколко години в родния Бретан. През 1108 г. се завръща в Париж и посещава лекциите на Гийом от Шампо, с когото провеждат философски дебати по темата за универсалиите. Според самия Абелар той побеждавал учителя си и това му носи славата на забележителен диалектик. Започва сам да преподава в различни школи, една от които е училище на хълма Св. Женевиев (тогава извън стените на Париж, днес в Латинския квартал). През 1113 г. решава да изучава теология и се установява в Лаон, където посещава лекции на Анселм Лаонски. Методите на Анселм обаче не му допадат, той напуска училището и се завръща в Париж, където около 1115 г. започва да преподава на ученици в катедралното училище към църквата-предшественик на катедралата Нотр Дам на Ил дьо ла Сите. Тогава се запознава с Елоиз, негова ученичка, и встъпва в любовна връзка с нея. Връзката им е разкрита и те са принудително разделени, но продължават да се виждат тайно и Елоиз забременява. Абелар я изпраща в Бретан при семейството си, където се ражда техният син Астролаб. Макар Абелар да е готов да сключи брак, Елоиз първоначално отказва, за да не проваля кариерата му на богослов. Въпреки това те сключват таен брак, но нейният вуйчо, влиятелен член на катедралния съвет, разгласява тайната. Елоиза е изпратена в манастира Аржантьой, където е отраснала. Самият Абелар е нападнат през нощта в стаята си и подложен на кастрация. След като се възстановява, постъпва в бенедектинския манастир Сен-Дени през 1118 г. Двамата поддържат обширна кореспонденция – той настоява тя да стане монахиня, Елоиз го пита защо да приема монашеския живот, след като не ѝ е по сърце. Въпреки раздялата им през следващите двадесет години любовта им продължава да живее в писмата им. Любовните писма на двамата влюбени са събрани в „Писма на Абелар и Елоиза“ (Epistulae ad Heloissam, 1132 – 1135), преведени още през XII в. от латински на френски език.
Първоначално Абелар, който е на 40 години, се готви да стане монах в Сен Дени, но скоро отново започва да преподава теология, като отново привлича множество ученици. Написва трудовете си „Да и не“ (Sic et Non) и „Theologia Summi Boni“. Методът му на философски анализ обаче е възприет като директно предизвикателство към установената традиция и враговете му веднага заклеймяват неговите рационални интерпретации. През 1121 г. на църковен синод в Соасон той е обвинен в ерес от Алберик Реймски и Лотулф Ломбардски, последователи на Анселм от Лаон и е принуден да изгори публично труда си „Theologia“. Все пак му е позволено да се оттегли далеч от хората и да се отдаде на съзерцание.
Заедно с учениците си Абелар построява параклиса (ораторий) „Paraclete“ близо до Троа, където продължава да чете, пише и преподава. По-късно той предава този параклис на Елоиз и нейните сестри-монахини, чийто манастир е отнет. Елоиз става абатиса и прекарва в параклиса остатъка от живота си. Самият Абелар приема през 1126 г. да стане абат в един манастир в Бретан (Saint Gildas de Rhuys), но намира обстановката за неприятна и дори опасна (твърди, че имало няколко опита за покушение срещу него). В този период пише своята автобиография „История на неволите на Абелар“ (Historia calamitatum Abaelardi), главен източник на сведения за неговия живот. Междувременно продължава кореспонденцията с Елоиз и тяхната история се превръща в културен еталон за силна любов.
В средата на 30-те години на XII век Абелар получава разрешение да се завърне в Париж да преподава в училището на хълма Св. Женевиев. В този период се сблъсква с възгледите на цистерцианеца Бернар от Клерво. Опитвайки се да дискутира различията си с него, Абелар се съгласява да участва в публичен диспут с Бернар на 3 юни 1140 г. в Санс. Бернар се съгласява неохотно да участва в диспута, но организира тайна комисия, която да разследва писанията на Абелар, обвинявайки го в ерес. Когато Абелар научава за този импровизиран съд, той отказва да вземе участие и съобщава, че ще се обърне директно към папата. Комисията установява 19 спорни пункта в работите му, които осъжда, а папата изпраща писмо, с което потвърждава нейното решение. Абелар получава височайша заповед за безмълвие, на която се подчинява. Прекъсва пътуването си към Рим и намира подслон в манастира Клюни при абат Пиер Достопочтени. С ходатайството на абат Пиер папата отменя суровото наказание, но здравето на Абелар е подкопано и той умира на 21 април 1142 г.

## Учение
Пиер Абелар смята съмнението като средство за намиране на истината. Разумът може да отхвърля всичко погрешно от произведенията на църковните авторитети и да приема онези доводи, които сметне за по-убедителни, когато възникнат неразрешими противоречия. В съчинението си „Познай себе си или Етика“ Абелар предлага теорията, че човек, следвайки собствената си воля, също може да бъде добродетелен. Това противоречи на Августин Блажени, който смята, че човекът, който следва собствената си воля, а не Божията, греши. Пиер Абелар смята съвестта за естествен закон, присъщ на всички хора, който е критерий за нравствеността. Ако следваме тази съвест, ние не грешим.
На върха на славата си като преподавател Абелар е всепризнат за водач на диалектиците. Неговата схоластична „диалектика“ се изразява с редуване на противоположни аргументи; това проличава най-ясно в „Да и не“. Абелар превъзхожда всички парижки учители по философия и богословие с яснотата и красотата на изложението си. В учението му се примиряват крайното и безкрайното, което го прави предтеча на Спиноза. Твърди, че единственият източник на истината са диалектиката и Светото писание. С цялостната си дейност и трудове той помага в утвърждаването на авторитета на Аристотел в християнската философия и затова по-късно го наричат „Аристотел на Средновековието“. Освен в диалектиката, философската мисъл на Абелар е най-активна в областта на етиката. Най-важната му работа в логиката е „Логика за начинаещи“, завършена към 1121 г. Той разграничава в логиката 3 основни раздела – учение за понятието, учение за съждението и учение за умозаключението.
В своето произведение „Християнско богословие“ той се опитва да прилага логически техники, за да тълкува доктрините на християнството. В опит да примири реализма и номинализма той полага основите на нова философска визия по отношение на универсалиите, по-късно наречена концептуализъм. Според концептуализма универсалиите нито съществуват реално, нито са само названия, живеещи единствено в езика, а имат своята реалност в ума като мисловни категории или концепти.
Освен неговата автобиография „История на неволите на Абелар“ сред най-важните му произведения са „Логика на невероятното“ и „Диалектика“. В тези трактати, както и в други свои произведения, Абелар за първи път употребява труда „За тълкуването“ на Аристотел и коментарите на Боеций към тях.

### Осъждане от църквата
Учението на Пиер Абелар е осъдено от Соасонския църковен събор (Соасон, 1121) от папа Инокентий II. Осъдена е и неговата книга „Трактат за божественото единство и троичността“ и е изгорена като еретична. Той самият е заточен в манастира Медард с много строг режим на послушание. След известно застъпничество от страна на членове на кралския съвет Абелар е върнат в манастира Сен-Дени, а по-късно му е подарен участък земя край Троа, където той създава свое училище.
През 1140 г. отново е съден за ерес на Санския събор (1140), като активна роля играе мистикът Бернар от Клерво, който формулира 19 провинения. На този събор е изгорена друга негова книга „Въведение в теологията“. Самият Абелар напуска събора и не желае да вземе участие в диспута и да оспори отправените му обвинения. Заминава за Рим, където иска да се защити пред папата. Под силния натиск на ръководителите на събора папа Инокентий II забранява на Абелар да преподава, обявява произведенията му за еретични и нарежда да бъдат изгорени. Разбирайки за това решение по пътя, Абелар се отказва от отиването в Рим, а вместо това заминава за манастира Клюни, където умира на 21 април 1142 г.

## Трудове
Логика
- Introductiones parvulorum (ок. 1112),
- Logica ingredientibus (ок. 1117 – 1118),
- Logica nostrorum petitioni (1121),
- Dialectica (започната 1118 и завършена 1136),

Етика
- Ethica seu Scito te ipsum („Етика“ или „Познай себе си“), ок. 1140.[13][14]

Теология
- Petri Abaelardi Glossae in Porphyrium ок. 1120 [13]
- Dialectica, преди 1125 (или 1115 – 1116) [15][16]
- Tractatus de intellectibus ок. 1128.[17]
- Sic et Non („Да и Не“)[18]
- De unitate et trinitate divina илиTheologia 'Summi Boni' (1119 – 1121),[19] Theologia christiana,[20] и Theologia scholarium.[19] Основната му работа по теология, писана между 1120 и 1140, излязла в моного версии с различни заглавия
- Theologia christiana (1122 – 1127),
- Theologia scholarium или Introductio ad Theologiam (inter 1134 et 1136),[13]
- Expositio in Epistulam Pauli ad Romanos (simul cum Ethica),
- Expositio in hexameron (ок. 1140)
- Dialogus inter philosophum, Judaeum, et Christianum, 1136 – 1139.[21]

### Други
- Historia calamitatum (1132 – 1133).[13]

### B превод на български
Абелар, П., Избрани съчинения прев. от лат. З. Попова и др., встъп. студия Цочо Бояджиев, София: Наука и изкуство, 1986 (416 с.).